# Dipsocoromorpha
Dipsocoromorpha – infrarząd owadów z rzędu pluskwiaków i podrzędu różnoskrzydłych. Obejmuje około 320 gatunków, ale na opisanie czekają tysiące kolejnych. Jest rozprzestrzeniony kosmopolitycznie, ale najliczniej reprezentowany w strefie tropikalnej. Jego przedstawiciele osiągają od 0,5 do 4 mm długości i prowadzą skryty tryb życia, zamieszkując głównie siedliska wilgotne jak np. ściółka, mchy czy pobrzeża potoków. Odżywiają się drobnymi stawonogami. W zapisie kopalnym znane są od toarku w jurze.

## Morfologia

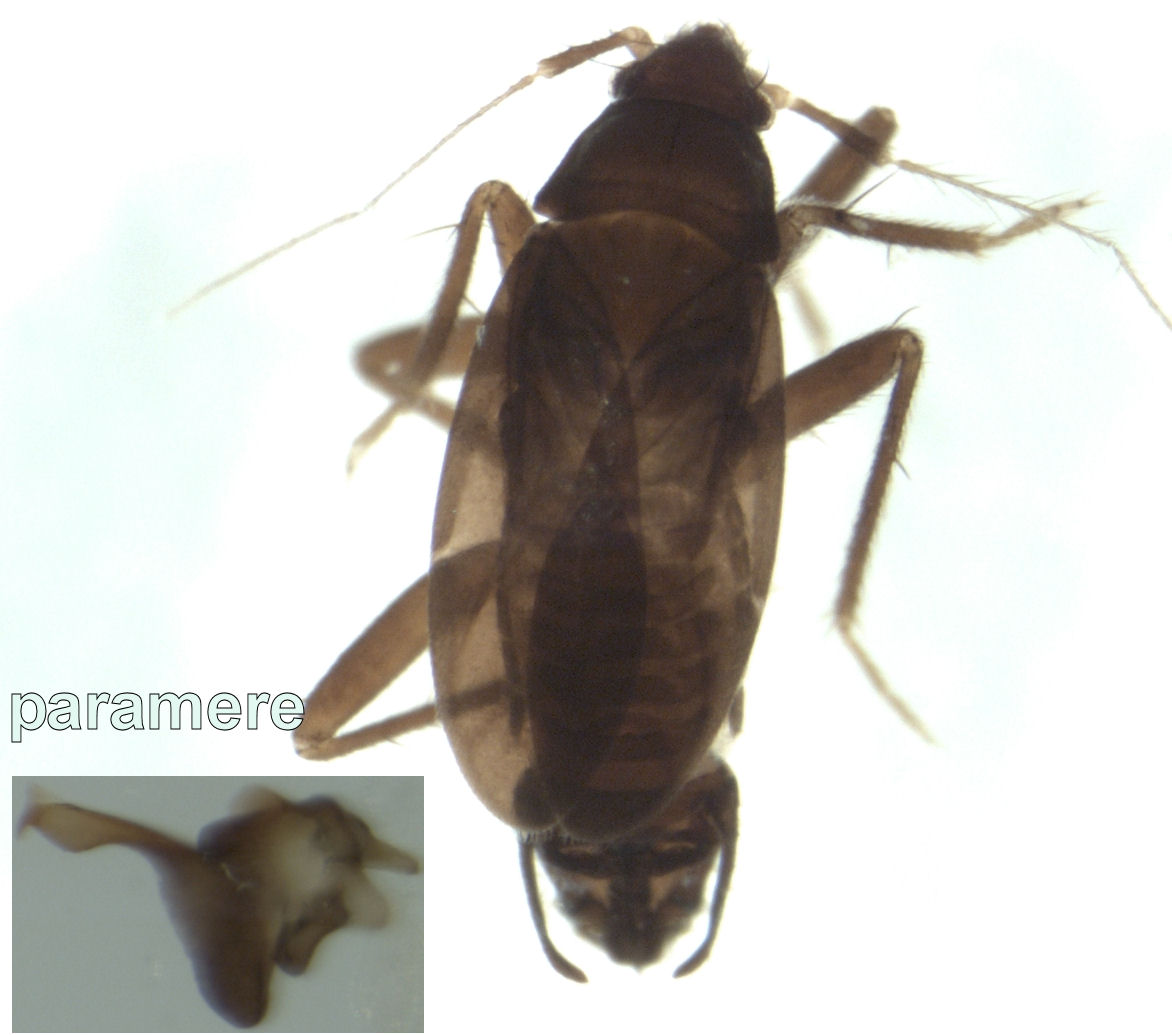
Ceratocombus aotearoae z rodziny Ceratocombidae, w lewym dolnym rogu paramera

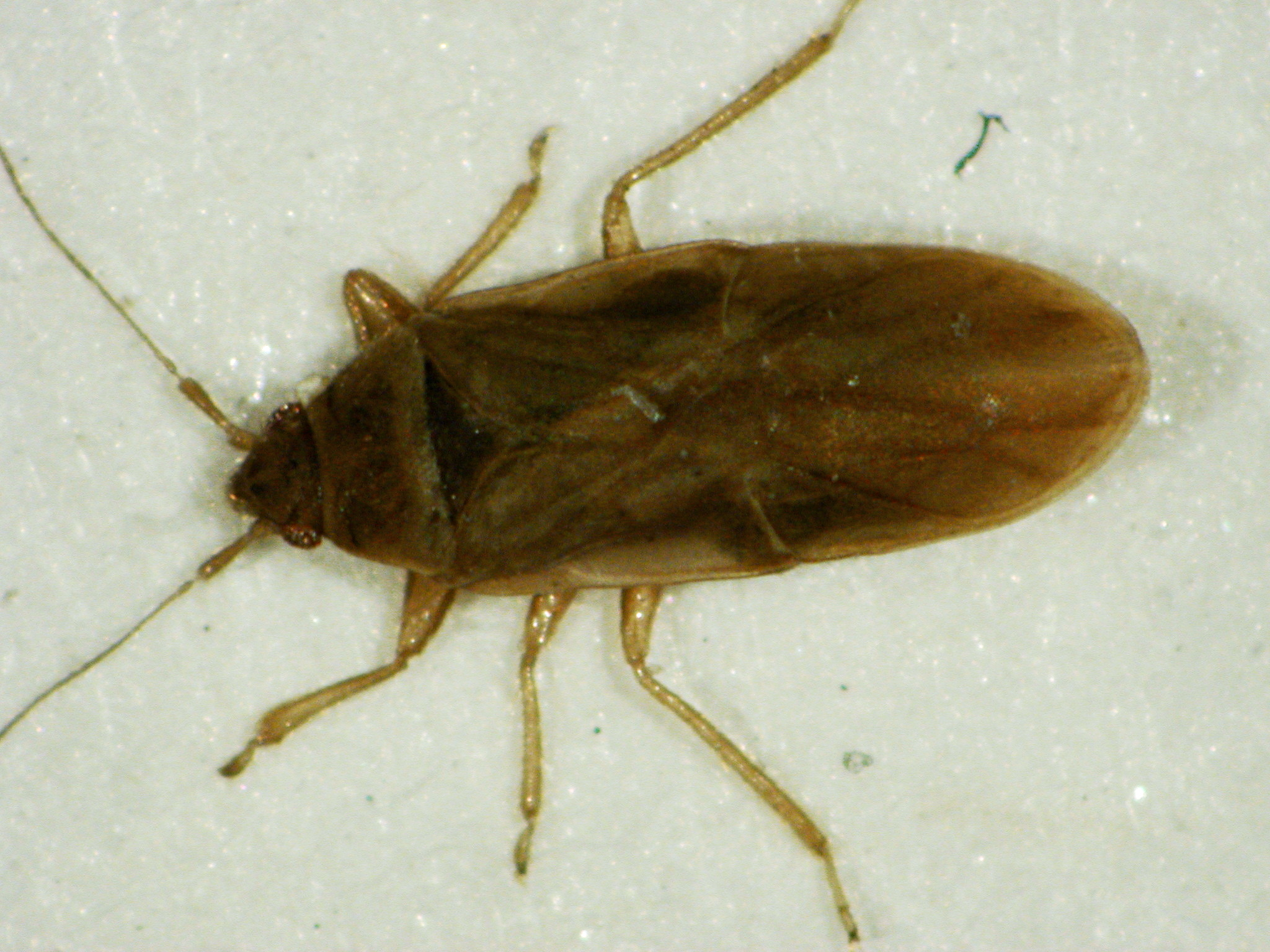
Przedstawiciel rodzaju Cryptostemna

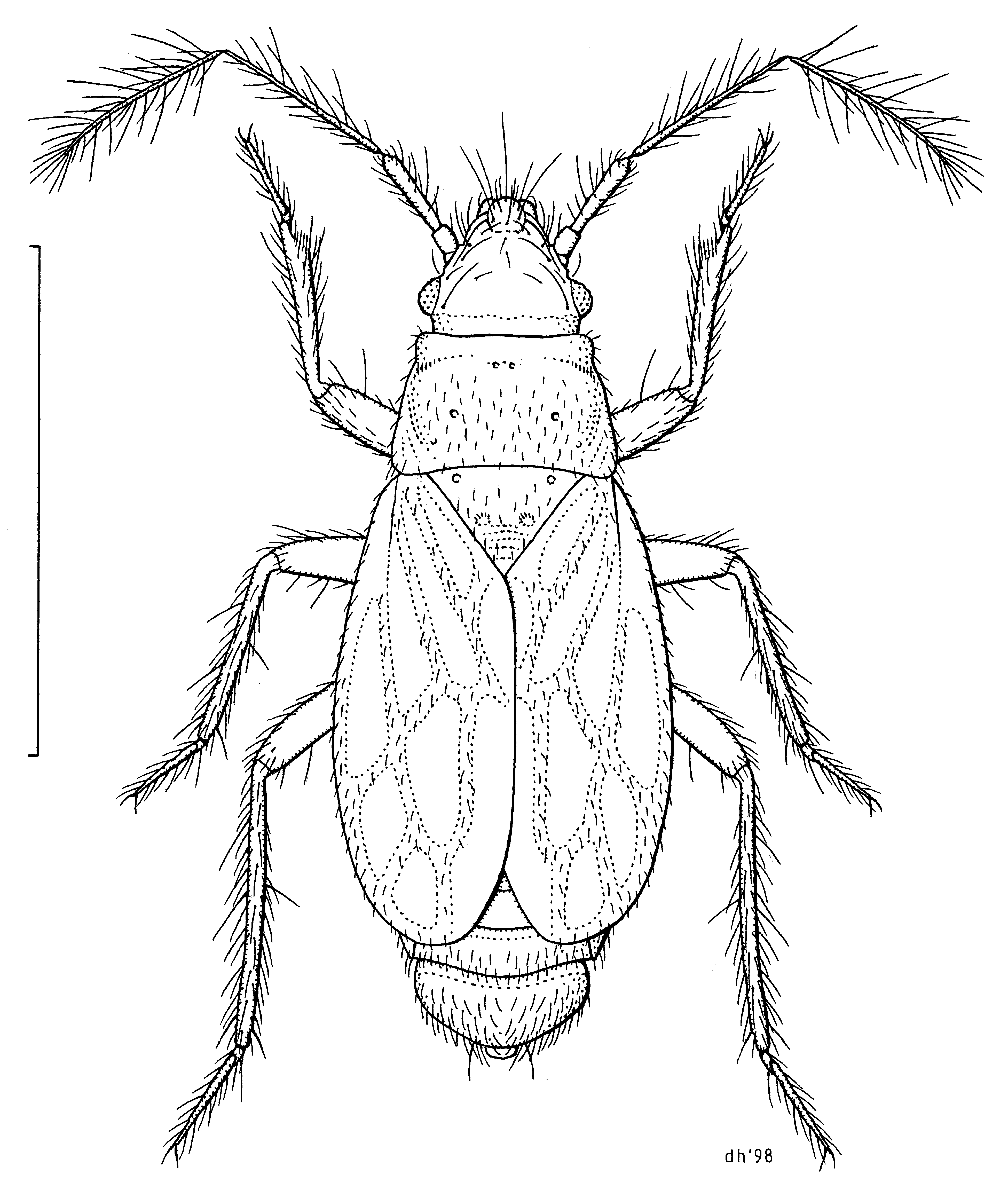
Rycina przedstawiciela rodzaju Ceratocombus

Drobne pluskwiaki o ciele długości od 0,5 do 4 mm. Większość gatunków, w tym wszystkie europejskie, ma niepozorne, żółtawe do ciemnobrązowego ubarwienie. Wyraźne, barwne wzory znaleźć można u niektórych australijskich, orientalnych i madagaskarskich Ceratocombidae.
Głowa silnie opada ku dołowi. Oprócz oczu złożonych występować mogą także przyoczka, które w przypadku Stemmocryptidae umieszczone są za oczami, a w pozostałych przypadkach pomiędzy nimi. Czułki są czteroczłonowe. Z wyjątkiem Stemmocryptidae mają formę biczykowatą (łac. antennae flagelliformes) – dwa ich początkowe człony są bardzo krótkie, przy czym drugi co najwyżej dwukrotnie dłuższy od pierwszego, a dwa ostatnie są znacznie cieńsze, zwykle bardzo długie i porośnięte licznymi, długimi, cienkimi, półwzniesionymi do w pełni wzniesionych szczecinkami. U Stemmocryptidae dwa ostatnie człony czułków są niewiele cieńsze od drugiego i pozbawione owych szczecinek.
Budowa przedplecza jest zmienna. Episternity przedtułowia nierzadko bywają powiększone i przedłużone pod spodni brzeg oczu, ale mogą być też zredukowane i pozostawiać stawy bioder przedniej pary odsłoniętymi. Półpokrywy najczęściej mają formę skórzastą (tegminalną), ale mogą być też silniej zesklerotyzowane (elytroidalne), przywodząc na myśl pokrywy chrząszczy. Tylne skrzydła zwykle mają kilka płatów oddzielonych głębokimi wcięciami. W obrębie wielu gatunków obok form długoskrzydłych występują takie o skrzydłach w różnym stopniu skróconych (pterygopolimorfizm), a niektóre gatunki są wyłącznie krótkoskrzydłe. U Stemmocryptidae i Dipsocoridae pleuryty zatułowia mają ewaporatoria u ujść gruczołów zapachowych. Odnóża mają na przedstopiach parę jednakowych pazurków i parę parempodiów. Ponadto u większości gatunków przynajmniej jedna para odnóży ma stopy zaopatrzone w brzuszne i grzbietowe arolium, które mogą osiągać bardzo duże rozmiary.
Odwłok larw ma ujścia gruczołów zapachowych zlokalizowane grzbietowo na czterech błonach międzysegmentalnych. U samic budowa odwłoka, w tym genitaliów, jest zwykle prosta. Samce, z wyjątkiem części Ceratocombidae, mają odwłok asymetryczny, nadzwyczajnie skomplikowanej budowy. Asymetria w większości przypadków jest prawoskrętna, ale u Dipsocoridae lewoskrętna. Część laterotergitów samców przybiera formę podobną do przydatek. Płytka subgenitalna u samców może nie występować, natomiast jeśli jest obecna, to tworzy ją siódme sternum. Genitalia samców mają paramery swymi podstawami połączone bezpośrednio z aparatem stawowym fallusa.

## Biologia i występowanie
Takson ten rozprzestrzeniony jest kosmopolitycznie, ale najliczniej reprezentowany jest w strefie tropikalnej. W strefie umiarkowanej jego różnorodność gatunkowa jest niewielka. W Europie odnotowano 11 gatunków, z których w Polsce stwierdzono 7 (zobacz: Dipsocoromorpha Polski).
Owady te prowadzą skryty tryb życia. Zasiedlają wilgotną ściółkę, rozkładającą się materię roślinną (np. gnijącą trzcinę i butwiejące drewno), mchy i inną niską roślinność (np. kępy turzyc, trawy tussocku, listowie paproci) oraz okresowo zalewaną strefę pobrzeży strumieni, jezior i namorzyn. Bytują pod kamieniami i pod korą. Niektóre potrafią szybko biegać, inne zdolne są do oddawania skoków. Formy długoskrzydłe przedstawicieli wszystkich rodzin przylatują do sztucznych źródeł światła (także ultrafioletowego), co może sugerować występowanie ich również w mikrosiedliskach nadrzewnych. 
Gatunki o poznanych preferencjach pokarmowych zajmują pozycję troficzną drapieżników aktywnie wyszukujących swe ofiary, którymi padają drobne stawonogi. Ponadto u niektórych Dipsocoridae obserwowano posilanie się na martwych jętkach, a budowa kłujki niektórych Ceratocombidae może sugerować żerowanie na pleśni.
Samice Schizopteridae prawdopodobnie są w stanie wyprodukować tylko jedno jajo jednocześnie, gdyż zajmuje ono większą część wnętrza odwłoka.
Ze względu na zajmowane siedliska i objawiane zachowanie przedstawiciele infrarzędu często są odławiani w trakcie badań prowadzonych za pomocą pułapek Barbera, aparatu Tullgrena i pułapek świetlnych.

## Taksonomia i ewolucja
Na przestrzeni lat przedstawicieli Dipsocoromorpha grupowano w jeden infrarząd z Enicocephalomorpha lub wyróżniano jako osobny infrarząd w obrębie pluskwiaków różnoskrzydłych (także pod nazwą Trichotelocera), sugerując różne powiązania filogenetyczne z innymi ich przedstawicielami, acz zwykle blisko podstawy ich drzewa rodowego. Kwestionowana była również ich monofiletyczność. Mimo tych niejasności nie doczekały się one udziału w numerycznej analizie filogenetycznej aż do publikacji C. Weirauch i P. Štysa z 2014. Autorzy Ci w analizie molekularnej uwzględnili przedstawicieli rodzin Ceratocombidae, Dipsocoridae i Schizopteridae – spośród nich dwie pierwsze utworzyły klad siostrzany dla tej ostatniej. Analiza wykazała również monofiletyzm Dipsocoromorpha, natomiast nie udało się jednoznacznie wskazać ich relacji z pozostałymi infrarzędami.
Dipsocoromorpha pozostają najsłabiej przebadanym infrarzędem pluskwiaków różnoskrzydłych. Dotychczas opisano ich około 320 gatunków, ale szacuje się, że na odkrycie i opisanie czekają tysiące kolejnych, w tym setki z samego tylko rodzaju Ceratocombus. Opisane gatunki zalicza się do pięciu odrębnych morfologicznie rodzin współczesnych i jednej wymarłej, które Jacek Szwedo w publikacji z 2017 pogrupował w dwie nadrodziny, w związku z czym ich systematyka przedstawia się następująco:
- Dipsocoroidea Dohrn, 1859
  - Ceratocombidae Fieber, 1860
  - †Cuneocoridae Handlirsch, 1920
  - Dipsocoridae Dohrn, 1859
  - Hypsipterygidae Drake, 1961
  - Schizopteridae Reuter, 1891
- Stemmocryptoidea Štys, 1983
  - Stemmocryptidae Štys, 1983

Najstarsze skamieniałości Dipsocoromorpha pochodzą z toarku w jurze i należą do Cuneocoris geinitzi, jedynego znanego przedstawiciela wymarłej rodziny Cuneocoridae. Zapis kopalny z kredy obejmuje wyłącznie Schizopteridae, a konkretnie rodzaje: Buzinia, Hexaphlebia i Lumatibialis. Z eocenu znane są inkluzje Hypsipteryx hoffeinsorum z rodziny Hypsipterygidae i Cryptostemma eocenica z rodziny Dipsocoridae, z przełomu eocenu i oligocenu Hypselosoma dominicana z rodziny Schizopteridae, a z miocenu: Schizoptera dominicana i Schizoptera hispaniolae z rodziny Schizopteridae oraz Ceratocombus hurdi i Leptonannus miocenicus z rodziny Ceratocombidae.